# 국제법 위원회

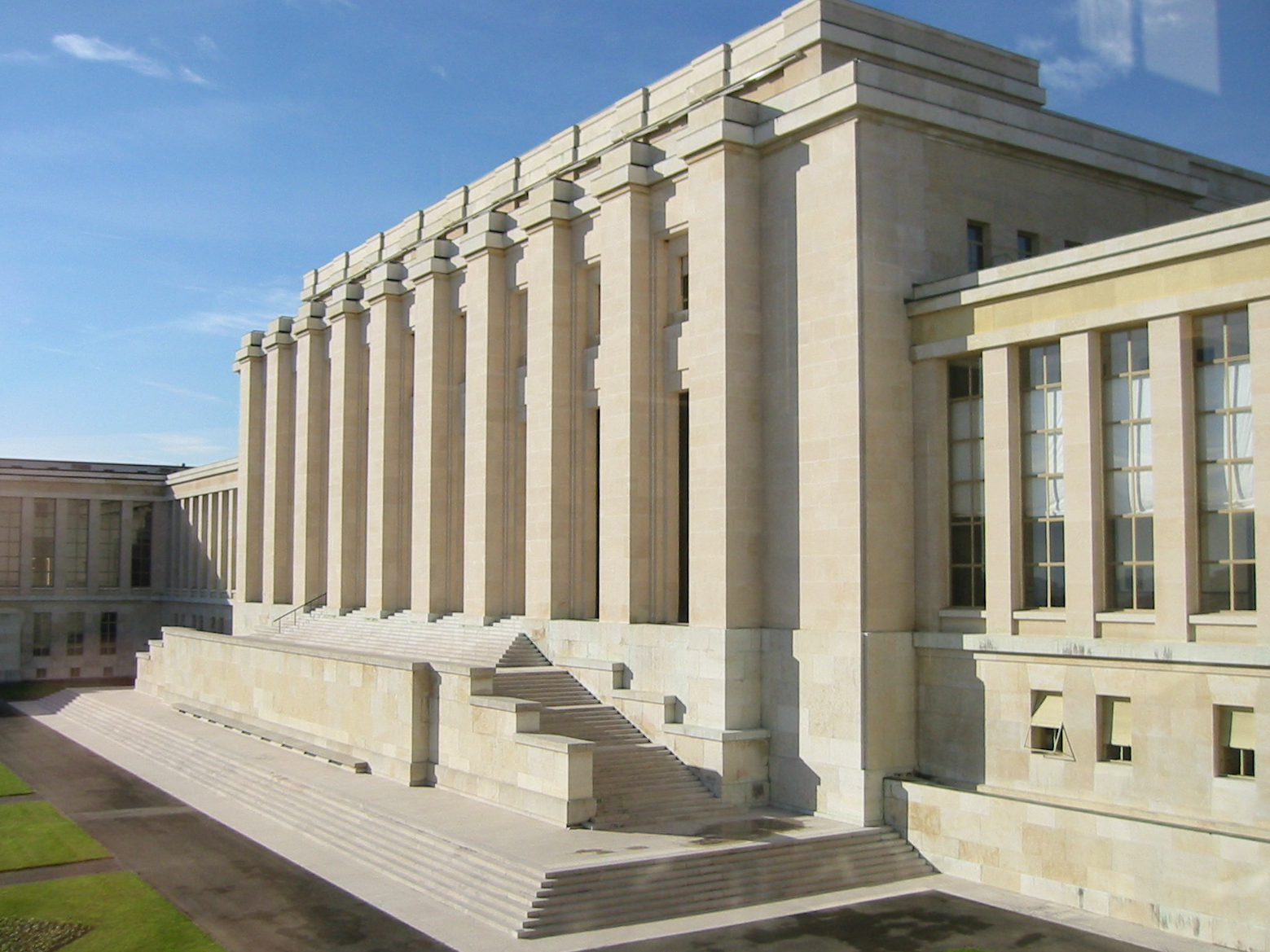
유엔제네바사무소 건물의 모습

국제법위원회(International Law Commission, ILC)는 국제법의 성문화를 위해 유엔에 설치된 기관이다. 유엔 총회에 의해 1948년 설립되었다. 유엔제네바사무소에 위치해 있다.

## 유엔헌장
유엔헌장 제13조
- 제1항 총회는 다음의 목적을 위하여 연구를 발의하고 권고한다.
  - 가호 정치적 분야에 있어서 국제협력을 촉진하고, 국제법의 점진적 발달 및 그 법전화를 장려하는 것.

## 성과
- 1961년 비엔나외교관계협약
- 1969년 조약법에관한비엔나협약
- 1978년 조약의 국가승계에 관한 비엔나협약
- 1994년 국제형사재판소규정초안
- 2001년 국가책임협약초안
- 2006년 외교적보호협약초안